# Agrawacja
Agrawacja (łac. aggravatio) – wyolbrzymianie (świadomie lub nie) objawów chorobowych, mające na celu osiągnięcie przez pacjenta subiektywnej korzyści. Odróżnia to agrawację od symulacji, gdzie dochodzi do celowego pozorowania objawów zupełnie u danej osoby niewystępujących.
Do agrawacji dochodzi najczęściej w sytuacjach związanych z odszkodowaniem, przyznawaniem renty oraz odpowiedzialnością karną pacjenta.